# Martine Audet
Pour les articles homonymes, voir Audet.
Martine Audet est une poète québécoise née à Montréal le 15 octobre 1961. Depuis ses débuts dans les années 1990, elle publie plus d'une quinzaine de recueils de poésie aux Éditions du Noroît et de l'Hexagone.

## Biographie
Née le 15 octobre 1961, à Montréal, Martine Audet reçoit le prix Alphonse-Piché en 1993. Ses textes apparaissent pour la première fois dans Poèmes du lendemain, aux Écrits des Forges, qui publie les gagnants de ce prix. Artiste et photographe, ses couvertures arborent souvent ses œuvres tout autant que l’intérieur de ses livres. C'est le cas de La société des cendres, qui aborde comme couverture l'une des photographies de l'écrivaine.
Elle a illustré le recueil de poèmes pour enfants L’Oiseau, le Vieux-port et le Charpentier de Michel Van Schendel. Elle a aussi créé des livres d'artistes.
Elle participe à plusieurs lectures publiques et événements littéraires, dont la Biennale des poètes en Val-de-Marne, le « Month of authors » en République Tchèque, le Festival Voix d'Amériques ou encore Épreuve de distance à l'UQAM. À la librairie Le Port de tête, avec la libraire Saskia Deluy, elle a organisé les soirées de lecture « Deux poètes et un absent », à partir de 2013.
De 2008 à 2014, elle a été membre du comité de rédaction de la revue Estuaire.
Elle est reçue à l’Académie des lettres du Québec en 2015, et adhère à l'Union des écrivaines et des écrivains québécois (UNEQ).

### Poésie
Martine Audet commence à publier de la poésie dans les années 1990.
Sa poésie, discrète et minimaliste, explore le silence d’être, entre « douceur et douleur », et questionne sa présence au monde, trace son sillon à l’extérieur des modes, des théories et des secousses médiatiques. « Poésie du mystère incarnée dans la matière et les corps  », méditative, celle-ci arrive à nommer avec une « humilité mélancolique », une économie de moyen, « les incertitudes et les vertiges », les tensions et les brisures.
Plusieurs de ses recueils, comme Les manivelles et La nuit, les basques, réinvestissent l'espace de la page en jouant avec les sauts de pages et les blancs entre les mots et les différents poèmes. Ses rec
Dans le cadre d’un entretien, elle confie à Mario Cloutier quelques paroles sur sa démarche créative:  

« Dès le début, j’ai travaillé avec un lexique réduit. Comme si j’apprenais à utiliser un mot. De temps à autre, un mot se rajoute. Ce qui m’a amené à écrire c’est un trop grand silence qui m’écrasait. C’est comme si je sortais les mots du silence. Ce n’est pas un flux de paroles, ça vient du peu. C’est le poème qui fait surgir la parole. »

Plus loin, elle mentionne : « J’ai l’impression d’être toujours en apprentissage. Spontanément, je ne dis pas que je suis poète. Je m’en vais vers le poème ».

## Œuvres

### Poésie

#### Recueils
- Poèmes du lendemain, 1993.
- Les Murs clairs, Montréal, Le Noroît, 1996  (ISBN 2-89018-347-5)
- Doublures, Montréal, Le Noroît, 1998  (ISBN 2-89018-394-7)
- Orbites, Montréal, Le Noroît, 2000  (ISBN 2-89018-439-0)
- Les Tables, Montréal, Les Éditions de l'Hexagone, 2001  (ISBN 2-89006-664-9)
- Les Mélancolies, Montréal, Les Éditions de l'Hexagone, 2003  (ISBN 2-89006-702-5)
- Les Manivelles, Montréal, Les Éditions de l'Hexagone, 2006  (ISBN 978-2-89006-784-4)
- Personne ne sait que je t'aime, livre CD, avec José Acquelin, musique de Michel F. Côté, Montréal, Planète rebelle,  (ISBN 2922528561)
- L'Amour des objets, Montréal, Les Éditions de l'Hexagone, 2009  (ISBN 978-2-89006-818-6)
- Je demande pardon à l'espèce qui brille, Montréal, Les Éditions de l'Hexagone, 2010  (ISBN 978-2-89006-845-2)
- Le ciel n'est qu'un détour à brûler, Montréal, Les Éditions de l'Hexagone, 2010  (ISBN 978-2-89006-844-5)
- Des voix stridentes ou rompues, Montréal, Le Noroît, 2013  (ISBN 978-2-89018-844-0)
- Tête première / Dos / Contre dos, Montréal, Le Noroît, 2014  (ISBN 978-2-89018-889-1)
- Dans mon livre de cœur, ill. Kathy Maurrey, Montréal, Le Noroît, 2014  (ISBN 978-2-89695-225-0)
- Ma tête est forte de celle qui danse, avec des dessins d'Elise Palardy, Montréal, Le Noroît, 2016  (ISBN 978-2-89766-022-2)
- La société des cendres, suivi de Des lames entières, Montréal, Le Noroît, 2020  (ISBN 978-2-89766-189-2)
- Des formes utiles, Montréal, Le Noroît, 2023  (ISBN 978-2897663940)

#### Livres d'artiste
- Martine Audet, Denise Desautels, Louise Dupré et Diane Régimbald, À la main, hommage à Louise Viger, Montréal, Éditions du Noroît, 2022
- Jacques Fournier (conception), Marie-Claude Bouthillier (artiste visuelle), Martine Audet, Louise Cotnoir, Denise Desautels, Louise Dupré, Diane Régimbald et Élise Turcotte, Déjouer, Montréal, Éditions Roselin, 2013

#### Anthologie
- Collectif paritaire de cinquante poètes, J'écris peuplier (livre anniversaire), dirigé et illustré par Monique LeBlanc, préface de Paul Bélanger, Montréal, Éditions du Noroît, 2021  (ISBN 978-2-89766-278-3)

### Littérature d'enfance et de jeunesse
- Que ferais-je du jour, recueil de poésie pour enfants, ill. Daniel Sylvestre, Montréal, La Courte Échelle, 2005  (ISBN 2-89021-621-7)
- Xavier-la-lune, ill. de Luc Melanson, Saint-Lambert, Dominique et compagnie, 2010  (ISBN 978-2-89512-908-0)

## Prix et honneurs

### Lauréate
- 1993 : Prix Piché de poésie de l'Université du Québec à Trois-Rivières[11]
- 2000 : Prix de poésie Terrasses Saint-Sulpice pour Orbites[12]
- 2001 : Prix Alain-Grandbois pour Les tables[13]
- 2008 : Deuxième prix du concours de poésie de Radio-Canada[1]
- 2020 :
  - Sélection du jury au Grand Prix du livre de Montréal pour La société des cendres[14]
  - Grand prix Québecor du Festival international de la poésie pour La société des cendres[15]
- 2021 : Prix littéraire du Gouverneur général de poésie pour La société des cendres[16]

### Finaliste
- 1996 : Prix Émile-Nelligan[1]
- 1999 : Prix Alain-Grandbois[1]
- 2000 : Prix littéraire du Gouverneur général[1]
- 2004 : Grand Prix Québécor du Festival international de la poésie de Trois-Rivières[1]
- 2007 : 
  - Prix littéraire du Gouverneur général[1]
  - Grand Prix Québécor du Festival international de la poésie de Trois-Rivières[1]
  - Prix du public du Marché de la poésie de Montréal[1]
- 2011 : 
  - Prix du livre jeunesse TD[1]
  - Grand Prix Québécor du Festival international de la poésie de Trois-Rivières[1]
  - Prix du livre jeunesse des Bibliothèques de Montréal pour Xavier-la-lune[17]
  - Prix du Gouverneur général[1]
  - Prix du livre jeunesse des Bibliothèques de Montréal[1]
- 2013 : 
  - Grand Prix du livre de Montréal pour Des voix stridentes ou rompues[18]
  - Prix du concours de poésie de Radio-Canada[1]
- 2014 : 
  - Grand Prix Québécor du Festival international de la poésie de Trois-Rivières[1]
  - Prix de poésie du Festival de poésie de Montréal[1]
- 2020 : Préliminaire au Prix des libraires du Québec pour La société des cendres[19]